# In Step
In Step är ett musikalbum av Stevie Ray Vaughan och Double Trouble som lanserades 1989 på Epic Records. Det var Vaughans fjärde studioalbum och blev det sista han spelade in med Double Trouble. Efter att han laserat ett album med sin bror Jimmie Vaughan 1990 omkom han i en flygolycka.
Musikkritikern Stephen Thomas Erlewine skriver att "[albumet] var det som Vaughan hittade sin egen låtskrivarröst på, en blandning av blues, soul och rock, och med stark känslomässig ärlighet i texterna". Albumet tilldelades en Grammy för bästa bluesalbum.

## Låtlista
(kompositör inom parentes)
1. "The House Is Rockin'" (Doyle Bramhall, Vaughan) – 2:24
2. "Crossfire" (Bill Carter, Ruth Ellsworth, Chris Layton, Tommy Shannon, Reese Wynans) – 4:10
3. "Tightrope" (Bramhall, Vaughan) – 4:40
4. "Let Me Love You Baby" (Willie Dixon) – 2:43
5. "Leave My Girl Alone" (Buddy Guy) – 4:15
6. "Travis Walk" (Vaughan) – 2:19
7. "Wall of Denial" (Bramhall, Vaughan) – 5:36
8. "Scratch-N-Sniff" (Bramhall, Vaughan) – 2:43
9. "Love Me Darlin'" (Chester Burnett) – 3:21
10. "Riviera Paradise" (Vaughan) – 8:49

## Listplaceringar
- Billboard 200, USA: #33[2]
- UK Albums Chart, Storbritannien: #63[3]
- RPM, Kanada: #20[4]
- Nederländerna: #44[5]
- Topplistan, Sverige: #41[6]